# Dracu-riot!
Dracu-riot! (ドラクリオット! Dorakuriotto!) là visual novel có nội dung người lớn của Nhật Bản, được phát triển và phát hành bản chính thức bởi Yuzusoft vào ngày 30 tháng 3 năm 2012 trên hệ điều hành Microsoft Windows. Đây là visual novel thứ 6 của hãng Yuzusoft, ngay sau hai trò chơi trước là Noble ☆ Works và Tenshin Ranman. Trò chơi có hai bản chuyển thể manga. Lối chơi của Dracu-riot! thuộc loại visual novel truyền thống, yêu cầu người chơi trải qua các sự kiện và quyết định hướng đi của câu chuyện.

## Tổng quan

### Lối chơi
Hầu hết lối chơi trong Dracu-riot! yêu cầu ít sự tương tác của người chơi, phần lớn thời gian dành cho việc đọc lời thoại xuất hiện trên màn hình trò chơi. Trò chơi có nhiều mạch truyện và kết thúc khác nhau; cách chơi để dẫn đến các trường hợp đó bao gồm các "điểm quyết định" với nhiều lựa chọn, đó là lúc mà người chơi có thể chọn hướng đi của cốt truyện theo ý muốn, và kết thúc cũng tùy vào sự lựa chọn đó. Người chơi có thể mở ra nội dung người lớn trong trò chơi.

### Cốt truyện
Câu chuyện diễn ra ở trên một hòn đảo nhân tạo thuộc Aqua Eden, nơi đánh bạc và buôn bán mại dâm được cho phép hợp pháp bởi chính phủ.
Vào một ngày mùa hè, Mutsura Yūuto và Kurahashi Naota du hành tới hòn đảo này để được quan hệ tình dục lần đầu tiên trong đời. Trong chuyến du hành của họ, họ đã gặp một cô gái tên là Miu, người dẫn hai cậu tới nhà chứa. Mở đầu rắc rối là khi Miu bị bắt cóc, bị đưa tới cảng và bán đấu giá. Ngay sau đó, Yuuto tới cảng để giải cứu cho Miu, và cậu cũng bị bắt làm con tin. Tụi bắt cóc sau đó bị lực lượng an ninh bắt. Tiếp theo những rắc rối đó, Yuuto biến thành ma cà rồng và phát hiện ra rằng, Aqua Eden là thiên đường an toàn cho ma cà rồng và Miu cũng chính là một ma cà rồng.

### Nhân vật

#### Nhân vật chính
Mutsura Yūto (六連 佑斗)
Nhân vật nam chính mà người chơi hoá thân vào.
Yarai Miu (矢来 美羽)
Lồng tiếng bởi Natsuno Kōri— một ma cà rồng lành tính nằm trong lực lượng an ninh của Aqua Eden. Cô tự cho mình phải chịu trách nhiệm cho việc biến Yuuto thành ma cà rồng.
Mera Azusa (布良 梓)
Lồng tiếng bởi Satō Shizuku— một cô gái loài người không thích bị đối xử như con nít. Cô là đội trưởng kí túc xá ở học viện.
Inamura Rio (稲叢 莉音)
Lồng tiếng bởi Ayukawa Hinata— một cô hầu gái ma cà rồng tại nhà hàng Alexandrite tại một phố buôn bán, cô nắm giữ năng lượng sức mạnh hơn người.
Elina Olegovna Obeh (エリナ・オレゴヴナ・アヴェーン Erina Oregovuna Avēn)
Lồng tiếng bởi Suzuki Erio— một ma cà rồng người Nga được chuyển tới Aqua Eden nhằm quảng bá cho lực lượng ma cà rồng. Cô làm gái phục vụ trong sòng đánh bạc Orthoclase. Cô thích chọc ghẹo mọi người, nhưng lại không thích bị chọc. Cô tạo những trò đùa để khám phá phản ứng của người khác. Cô khác với loài ma cà rồng thông thường vì cô cần hút máu ma cà rồng để sử dụng năng lượng điều khiển điện của mình.